# Intermitentní planety
Intermitentní planety nebo také Vnější světy jsou názvy pro fiktivní seskupení planet z příběhů série Nadace, série o robotech, série Galaktická říše a několika povídek amerického spisovatele Isaaca Asimova.

## Historie
V těchto příbězích (série Nadace, série Říše, robotická série) jsou Intermitentní planety popsány jako první člověkem obydlené planety. V pozdějších dobách obyvatelé Intermitentních planet zpřetrhali své vazby k mateřské planetě Zemi a vůči jejím obyvatelům chovali neúctu až despekt. Zakázali např. přistěhovalectví ze Země a výrazně omezili i cestování pozemšťanů na své světy.
V první vlně kolonizace vesmíru bylo osídleno 50 planet, které se nazývají Intermitentními. Jejich obyvatelé dosáhli vysokého životního standardu díky těmto faktorům: 
- velkému počtu robotů, kteří vykonávali většinu práce.
- nízká hustota zalidnění a jen malý růst populace (za života Elijáše Baleyho je počet obyvatel všech 50 Vnějších světů něco málo přes 5,5 miliardy, zatímco na samotné Zemi žije 8 miliard lidí [1]).
- vysoká doba života (Intermitentní se dožívali až 400 let).
- vymýcení nemocí.
- vyspělé technologie.

Tyto faktory kontrastovaly s přelidněnou Zemí, která nebyla na takové technologické úrovni a její obyvatelé trpěli rozličnými chorobami. Intermitentní planety ukončily svou závislost na Zemi během Velkého povstání  (několik prvních století Země politicky a hospodářsky kontrolovala Vnější světy) a následně vybudovaly na Zemi svou vlastní enklávu - Vesmírné město. V něm pracují pokrokoví lidé, kteří hodlají pomoci Zemi s jejími problémy, neboť by to bylo ve prospěch celé Galaxie. Avšak na samotných Vnějších světech existovala silná hnutí proti těmto tendencím, zejména na starších planetách, které jsou Zemi blíže. Jejich obyvatelé se obávají, že by se moderní Země stala nebezpečím a získala by imperialistické choutky.
Později došlo k druhé vlně osídlování vesmíru (ze Země, ne z Intermitentních planet), tentokrát již bez přítomnosti robotů. Bylo osídleno mnoho miliónů světů, z nichž se později zformovala Galaktická říše.
Intermitentní planety se tedy snažily zajistit si nadvládu nad Zemí a zastavit příval nových osídlovatelů. Dr. Kelden Amadiro a dr. Levular Mandamus (aurorští vědci se silnou averzí vůči Zemi) přijdou na způsob, jak zapálit radiací povrch Země, takže se stane neobyvatelnou. Lidé opustili Zemi (poslední zbytky nechal přemístit císař Kandar V. na nedalekou Alfu). Intermitentní obyvatelé s výjimkou Solarianů vymřeli . Závislost na robotech se stala jednou z příčin degenerace.

## Neúplný abecední seznam Intermitentních planet

### Aurora
Aurora byla první planetou osídlenou lidmi. Původní název zněl "Nová Země". Posléze byla přejmenována na Auroru (což znamená "úsvit, rozbřesk") kvůli zdůraznění nového věku osídlování vesmíru. Byla považována za nejmocnější z 50 Intermitentních planet a brána jako vůdčí planeta. Byla proslulá svým hroznovým džusem.
Aurora - první extrasolární lidmi osídlená planeta byla osídlena někdy mezi lety 2031 a 2064 n. l. záhy po objevení technologie hyperprostorového skoku. Obíhá hvězdu Tau Ceti. Nachází se ve vzdálenosti 3,7 parseků od Země (12 světelných let).
Auroru obývalo přibližně 200 000 000 lidí a 10 000 000 000 robotů. Největším městem na planetě bylo Eos, administrativní centrum a hlavní středisko robotického výzkumu. Žil zde mj. Han Fastolfe a Gladia Solaria. Nacházela se zde i Univerzita Eosu a Aurorský robotický institut.
Obyvatelé mykogenského sektoru na Trantoru považovali Auroru za svůj pradávný svět a ve svých legendách jej nazývali jmény jako "Nejstarší", "Jitřní svět".

### Euterpe
Jedna z Intermitentních planet oblíbená pro své rozsáhlé deštné pralesy. Euterpe má jeden satelit Gemstone (česky Drahokam) o průměru 150 km, který obíhá v těsné blízkosti planety. Euterpe je pojmenována podle Euterpé - řecké múzy hudby.

### Hesperos
Jedna z Intermitentních planet, na níž pobývala dr. Vasilia Aliena, dcera Hana Fastolfa.

### Inferno
Planeta, kde dochází k objevu nového typu mozku robota - gravitonického, který má umožnit další rozvoj robotů, jelikož pozitronický mozek narazil na své hranice. Mimo jiné i kvůli způsobu, jakým byly implementovány tři zákony robotiky, přičemž původní zákony jsou částečně předefinovány a částečně nahrazeny zákony novými.
Hlavní město planety - Hádes.
Ostrov planety - Očistec.
V robotické vývojové laboratoři v Hádu dochází k záhadné vraždě (resp. k pokusu o vraždu - jelikož oběť útok přežije), přičemž všechny důkazy ukazují na robota zvaného Kalibán. Při vyšetřování trestního činu je čitatel obeznámen s planetou a s jejími ekologickými problémy - radikální zhoršování podmínek pro život lidí - i politickými a sociálními problémy - nesnášenlivost mezi 'vysídlenci' (obyvatelé planety, někdejší vysídlenci ze Země) a 'usedlíky' (lidmi ze Země), již byli přizváni k pomoci reterraformovat planetu a tím zachovat život na ní. Sociální problém spočívá hlavně v rozdílném pohledu na používání robotů, politickým problémem se stává možnost předčasného odchodu usedlíků z Inferna, jelikož jsou napadáni agresívní skupinou domácích odpůrců avizovaných změn.
Sci-fi román Kalibán (angl. Isaac Asimov's Caliban) nepatří ani do série Nadace ani do série o robotech, nýbrž do tzv. druhé robotické série, která vychází z prostředí Asimovových románů o robotech. Napsal jej Roger MacBride Allen za asistence Isaaca Asimova , další díly druhé robotické série jsou Isaac Asimov's Inferno a Isaac Asimov's Utopia.

### Melpomenie
Melpomenie je devatenáctou osídlenou Intermitentní planetou. Stojí zde Palác světů, budova s velkou halou obsahující jména a souřadnice všech 50 Intermitentních planet . Pojmenována podle Melpomené, řecké Múzy tragédie.
Během návštěvy Golana Trevize a Janova Pelorata při jejich pátrání po Zemi existovala na Melpomenii jen velmi řídká atmosféra a žil zde pouze druh lišejníku.

### Nexon
Ve vzdálenosti 2 parseků (6,5 světelných let) od Solarie leží Nexon, s níž tvoří nejtěsnější pár Intermitentních planet. Solaria byla osídlena právě z Nexonu.

### Pallas
V knize Roboti úsvitu o něm mluví Santirix Gremionis s detektivem Elijášem Baleym jako o světě, v němž je součástí módy jednotný střih vlasů, který doplňují rozličné barvy.

### Smitheus
Svět, jenž zmíní (v knize Roboti úsvitu) Aurořan Santirix Gremionis v rozhovoru s pozemským detektivem Elijášem Baleym.

### Solaria
Solaria je nejmladší z padesáti Intermitentních planet. Byla známa výrobou vysoce rozvinutých robotů (kromě humanoidních), kteří se exportovali na ostatní planety. Dalším vývozním artiklem bylo obilí, které sloužilo k výrobě delikatesy známé jako "pačinka".
Solaria byla osídlena ze sousední planety Nexon kolem roku 4270 n. l.
Kolem roku 500 éry Nadace byla Solaria poslední lidmi obývanou Intermitentní planetou. Obyvatelé ostatních 49 planet vymřeli. Solariané se přestěhovali do podzemí a zpřetrhali veškeré kontakty se zbytkem Galaxie. Vyvinuli zbraně pro obranu svého zdánlivě neobydleného povrchu a ničili vesmírné lodě cizinců. Pokusy o kontakt ustaly, Solaria začala být po čase považována za opuštěnou a zapomnělo se na ni.
Její obyvatelé však přežili a vytvořili si netypický sociální systém založený na silném individualismu.
Za 20 000 let izolace se z lidí stali uzavření hermafrodité s minimem potřeby sociálního kontaktu. Než se ze Solarianů stali hermafrodité, museli se rozmnožovat stejným způsobem jako lidé, což odporovalo jejich představám o svobodě a nezávislosti, neboť přitom docházelo k "perverzním emocionálním vazbám" . Za pomoci genetického inženýrství dokázali Solariané sloučit v jednom těle výhody mužského a ženského elementu.
Přibližně v letech 500 éry Nadace se počet obyvatel planety pohyboval kolem čísla 1200. Veškeré území bylo rozděleno na teritoria, na každém z nich svrchovaně vládne jen jediný Solarian, který má k dispozici velký počet robotů (až 10 000). Pokud zemře, jeho državu převezme potomek za předpokladu, že dosáhl určitého věku. Pokud ne, je zabit a místo něj vybrán jiný, již "plnoletý". Tuto povinnost ustanovení nástupce má zvláštní vládní výbor.
Děti byly vychovávány robotickými chůvami, které jim zajišťovaly vše potřebné včetně vzdělání. Pro zajištění stabilní populace je přírůstek téměř nulový, každé jedno dítě nahrazuje úmrtí jednoho Solariana.
Solariané se vzájemně nenavštěvují, pouze jednou za čas pořádají videokonference, na nichž probírají některé nezbytnosti. Každá z držav je víceméně soběstačná, některé zdroje a výrobky jsou předmětem výměnného obchodu. Solariané se také dožívají mnohem vyššího průměrného věku než ostatní lidé (až několik staletí). Vyvinuly se u nich mozkové „lalokové usměrňovače“, díky nimž mohou zásobovat energií roboty i ovládat běžné zařízení domu. Solariané si nepřejí žádný kontakt se zbytkem Galaxie, proti narušitelům svého území se staví nepřátelsky. Lidmi opovrhují a nazývají je "půl-lidmi".
Solarii navštívil Golan Trevize s Janovem Peloratem a Bliss kolem roku 500 éry Nadace během jejich společného pátrání po Zemi. Přistáli na pozemcích Sartona Bandera, jenž jim sdělil některé informace, ale posléze projevil úmysl je zabít. Nepodařilo se mu to díky včasnému zásahu Bliss.